# Renesas RZファミリ
Renesas RZファミリは、ルネサスエレクトロニクス（英: Renesas Electronics）が開発するマイクロプロセッサのファミリ名である。
RZの名称の由来は「The Zenith of Renesas micro」の頭文字からきている。

## 概説
RZファミリは、32ビット／64ビットのARMアーキテクチャ CPUコア、またはRISC-VアーキテクチャCPUコアを採用しており、ルネサスのマイクロプロセッサ（MPU）／マイクロコントローラ（MCU）製品ポートフォリオの中では、High-endに位置する製品群である。RZファミリには5つの製品シリーズがあり、Vision AI、産業ネットワーク、リアルタイムコントロール、IoT Edge、HMI（ヒューマンマシンインタフェース）などの組み込みシステムに向けてラインナップされている。 

### 各シリーズの特長

#### RZ/Vシリーズ
ルネサスのユニークIPであるDRP-AIアクセラレータを搭載したVision AI向けの製品シリーズである。高速なAI推論を低消費電力で実現できるという点がDRP-AIのメリットであり、リテール、ロボット、家電、産業オートメーションなどのアプリケーションにおいて、冷却ファンなしでリアルタイムに画像のAI処理が可能。

#### RZ/Nシリーズ
TSNや産業イーサネットプロトコルを容易に付加できる産業ネットワークアプリケーション向けの製品シリーズである。PROFINET, EtherNet/IP™, EtherCAT®, Modbus, CC-Linkを含む主な産業通信プロトコルに対応。主な応用分野は、PLC、イーサネットスイッチ、リモートI/Oなど。

#### RZ/Tシリーズ
産業イーサネット通信や各種エンコーダプロトコロルに対応したリアルタイム制御向けの製品シリーズである。インダストリ4.0および産業向けIoT（Internet of Things） 用途に、リアルタイム通信を提供。主な応用分野は、ACサーボ、産業モータ、インバータなど。

#### RZ/Gシリーズ
グラフィックスコア（GPU）を搭載したハイエンド HMI アプリケーション向け製品と、高速コネクティビティとセキュリティ機能を備えたIoT Edgeアプリケーション向け製品を持つ製品シリーズである。Linux OSやAndroid OS、またRTOSとのマルチOSなどもサポート。応用分野はディスプレイ製品だけでなく、ホームバッテリー制御やアセットトラッカーなど幅広い。

#### RZ/Aシリーズ
リアルタイム性と高速起動に優れたRTOSベースのHMIアプリケーション向け製品シリーズである。最大10MBの大容量メモリを内蔵し、MCUのような使いやすさとMPUの高機能を合わせ持つ。主な応用分野は、産業表示機器、家電表示機器、スキャナーなど。

### 製品ラインナップ
|                                  | Linux / Android / Multi-OS with RTOS | Linux / Android / Multi-OS with RTOS | RTOS    | RTOS    |
| -------------------------------- | ------------------------------------ | ------------------------------------ | ------- | ------- |
| Vision AI (RZ/V Series)          | RZ/V2M                               | RZ/V2H                               | -       | -       |
| Vision AI (RZ/V Series)          | RZ/V2MA                              | RZ/V2L                               | -       | -       |
| Industrial Network (RZ/N Series) | RZ/N1D                               | -                                    | RZ/N1S  | RZ/N2L  |
| Industrial Network (RZ/N Series) | -                                    | -                                    | RZ/N1L  | -       |
| Real-time Control (RZ/T Series)  | -                                    | RZ/T2H                               | -       | RZ/T2ME |
| Real-time Control (RZ/T Series)  | -                                    | -                                    | RZ/T1   | RZ/T2M  |
| Real-time Control (RZ/T Series)  | -                                    | -                                    | -       | RZ/T2L  |
| IoT Edge (RZ/G Series)           | RZ/G3S                               | RZ/Five                              | -       | -       |
| HMI (RZ/G Series) (RZ/A Series)  | RZ/G1H                               | RZ/G2H                               | RZ/A1H  | RZ/A2M  |
| HMI (RZ/G Series) (RZ/A Series)  | RZ/G1M                               | RZ/G2M                               | RZ/A1M  | RZ/A3UL |
| HMI (RZ/G Series) (RZ/A Series)  | RZ/G1N                               | RZ/G2N                               | RZ/A1LU | -       |
| HMI (RZ/G Series) (RZ/A Series)  | RZ/G1E                               | RZ/G2E                               | RZ/A1L  | -       |
| HMI (RZ/G Series) (RZ/A Series)  | -                                    | RZ/G2L                               | RZ/A1LC | -       |
| HMI (RZ/G Series) (RZ/A Series)  | -                                    | RZ/G2LC                              | -       | -       |
| HMI (RZ/G Series) (RZ/A Series)  | -                                    | RZ/G2UL                              | -       | -       |